# Melinoides flavotincta
Melinoides flavotincta là một loài bướm đêm trong họ Geometridae.